# Santa Vitória (Minas Gerais)
Santa Vitória é um município brasileiro do estado de Minas Gerais. Localiza-se a uma latitude 18º50'19" sul e a uma longitude 50º07'17" oeste, estando a uma altitude de 498 metros. Sua população recenseada em 2022 era de 20 973 habitantes. Possui uma área de 2.998,364 km².